# Бурлаков Сергій Юрійович
Вища рада правосуддя
Сергій Юрійович Бурлаков (нар. 16 листопада 1980 року, Ворошиловград (нині — Луганськ), УРСР) — суддя Верховного Суду (Касаційний цивільний суд у складі Верховного Суду), член Вища рада правосуддя (з 2023 року)

## Освіта
Народився у Ворошиловграді (нині — Луганськ), де провів дитинство, шкільні роки, отримав вищу освіту.
З 1997 до 2002 — навчання у Національному університеті внутрішніх справ за спеціальністю «Правознавство» (заочна форма навчання).
З 1998 до 2003 — навчання у Східноукраїнському національному університеті імені Володимира Даля за спеціальністю «Обладнання електронної промисловості».
З 2003 до 2006 — навчання в ад'юнктурі Харківського національного університету внутрішніх справ.
В 2009 році в Науково-дослідному інституті приватного права та підприємництва Національної академії правових наук України захистив дисертацію на здобуття наукового ступеню кандидата юридичних наук за спеціальністю 12:00:03 за темою «Кінематографічний твір як об'єкт права інтелектуальної власності».
Сфера наукових інтересів: право інтелектуальної власності, цивільне право, незалежність суддів, дисциплінарні процедури відносно суддів, . Відноситься до Харківської цивілістичної школи.

## Професійний шлях
Професійну юридичну діяльність розпочав з Юридичної фірми «Право», а після у Юридичній фірма «Баярд». Довгий час суміщав професійну юридичну діяльність (юрисконсульт, адвокат) з науковою та викладацькою діяльністю спочатку у Харківському економіко-правовому університеті (з 2003 до 2006), а з 2006 року на Юридичному факультеті Харківського національного університету імені В. Н. Каразіна, де у 2014 році отримав звання доцента кафедри цивільно-правових дисциплін. Був лектором у Каразінській школі бізнесу.
З 2010 до 2014 — працював старшим науковим співробітником (за сумісництвом) Науково-дослідного інституту інтелектуальної власності Національної академії правових наук України, де у колективі співавторів була оприлюднена монографія «Теоретико-прикладні проблеми кодифікації законодавства у сфері інтелектуальної власності».
З 2017 до 2019 — радник голови правління Концерна «АВЕК і Ко».
З 2007 року — адвокат (здійснював адвокатську діяльність індивідуально та у складі адвокатського об'єднання). У зв'язку з призначенням Указом Президента України на посаду судді призупинив дію свідоцтва про право на зайняття адвокатською діяльністю.

### На посаді судді Верховного Суду
За результатами конкурсу, оголошеного Вищою кваліфікаційною комісією суддів України, за поданням Вищої ради правосуддя, указом Президента України від 7 травня 2019 року № 195/2019 «Про призначення суддів Верховного Суду» призначений суддею Касаційного цивільного суду у складі Верховного Суду.
Здійснює правосуддя у складі Другої судової палати Касаційного цивільного суду у складі Верховного Суду.
У 2020 та 2021 роках брав участь з доповіддю від України у засіданні Економічного комітету ООН з питань доступу громадськості до правосуддя у справах про захист навколишнього природного середовища, захисту екологічних прав людини, застосування Орхуської конвенції.
Був делегатом XVII позачергового з'їзду суддів України.
10 березня 2021 року обраний XVII черговим з’їздом суддів України членом Рада суддів України .

#### Публікації, лекції, публічні виступи
- Особливості розгляд справ про виселення (презентація доповіді)
- Застосування принципу добросовісності при вирішенні цивільних спорів у кредитних правовідносинах: добросовісність, способи захисту, зміни законів, застосування висновків ВС обговорили на семінарі про кредитні спори (22.10.2022, м. Київ)
- Судді КЦС ВС прочитали лекції про захист права власності, банківські спори і оскарження правочинів (19.10.2022)

- Війна як поштовх для кіберсправедливості: судді КЦС ВС обговорили особливості розгляду справ в умовах війни та шляхи подолання спричинених нею викликів (5-7.10.2022, м. Київ)

- Хто несе ризик знищення або пошкодження орендованого майна
- Переважне право батька на проживання з дитиною чи найкращі інтереси дитини
- Критерії істотності або неістотності порушення умов договору як підстава для його розірвання
- Сергій Бурлаков розповів про практику Верховного Суду у спорах про виселення на вебінарі Асоціації правників України
- Врахування висновку експерта у галузі права є правом, а не обов’язком суду
- Правники могли б запропонувати уряду механізми відшкодування шкоди, завданої майну на Сході України

- Офіційне відкриття Проєкту Ради Європи «Подальша підтримка виконання Україною рішень у контексті статті 6 Європейської конвенції з прав людини» (4.02.2020, м. Київ)
- Про зловживання процесуальними правами, способи їх виявлення та шляхи протидії говорили на практикумі у КЦС ВС[21]
- Цифрові дані: об’єкт цивільно-правового регулювання [22]

### На посаді члена Вищої ради правосуддя
12 січня 2023 року рішенням ХІХ позачергового з’їзду суддів України обраний членом Вища рада правосуддя , член Другої Дисциплінарної палати Вищої ради правосуддя.

#### Публікації, публічні виступи
- Бурлаков Сергій. Доброчесність судді: між правом і мораллю
- Бурлаков Сергій. Спеціальний трибунал щодо злочину агресії - навіщо це потрібно зараз?
- Бурлаков Сергій, Демидова Марія. Бездоганна поведінка судді: міф чи реальність?
- Бурлаков Сергій.Чи завжди порушення правил суддівської етики тягне дисциплінарну відповідальність судді
- https://www.youtube.com/watch?v=-qYNFrFmCA0

#### Окрема думка
Окрема думка на рішення Вищої ради правосуддя від 08.10.2024 № 2942/0/15-24 (порядок розгляду заяви про самовідвід у кримінальній справі) 
Окрема думка на рішення Другої дисциплінарної палати Вищої ради правосуддя від 11.09.2024 № 2658/2дп/15-24 (застосування критеріїв справи Енгеля у дисциплінарномупровадженні, неможливість використання протоколів секретних заходів здобутих у кримінальному провадженні під час здійснення дисциплінарного провадження) 

#### Візити /виїзні заходи
Міжнародна судова конференція «Роль судової влади у подоланні викликів війни» (м. Львів). Організатори заходу – Верховний Суд за підтримки проєкту «Гарантування дотримання прав людини при здійсненні правосуддя, Фаза ІІ», проєктів Ради Європи «Підтримка судової влади України в умовах війни та післявоєнного періоду» і «Посилення судових та позасудових засобів захисту прав осіб, постраждалих від війни в Україні» (8-9.12.2023), , , , , .
Навчальний візит до м. Страсбург (Французька Республіка) з питань виконання Україною рішень ЄСПЛ, зокрема у справах, що стосуються незалежності та дисциплінарної відповідальності суддів (11-12.03.2024).

#### Робочі зустрічі / заходи у ВРП
Робоча зустріч з Головою та членами Комітету Верховної Ради України з питань правової політики Масловим Д.В., Демченко С.О. та Дирдіним М.Є. з метою обговорення питання щодо можливості відряджати мобілізованих військовослужбовців до цивільних установ в умовах дії воєнного стану (18.01.2023, м. Київ).
Робоча зустріч (у змішаному форматі: онлайн/офлайн) із розробки Методики оцінювання Вищою радою правосуддя кандидатів на вакантні посади членів ВККСУ за участю представників / експертів Програми USAID «Справедливість для всіх», Проєкту ЄС «ПРАВО-JUSTICE II» та Національної школи суддів України (27.01.2023, м. Київ).
Міжнародний захід високого рівня за участю послів та представників посольств США, Великої Британії, Європейського Союзу та Німеччини – ознайомча зустрічі членів Вищої ради правосуддя з представниками міжнародних програм (проєктів), які здійснюють свою діяльність в Україні за напрямами, які стосуються діяльності судової влади (17.02.2023, м. Київ).
Робоча зустріч з представниками громадських організацій «Фундація DEJURE», Центр політико-правових реформ, «Автомайдан», Центр протидії корупції для обговорення можливих шляхів співпраці між ВРП та громадськими організаціями (3.03.2023, м. Київ).
Робоча зустріч з Головою та представниками НАЗК з метою обговорення питань щодо участі членів ВРП у процесі призначення рекомендованих Конкурсною комісією кандидатів на посаду члена ВККСУ за наявності конфлікту інтересів або обставин, що викликають сумнів у неупередженості (1.05.2023, м. Київ).
Обговорення питання щодо відновлення роботи та відповідно зміни територіальної підсудності судових справ судів Херсонської області за участю начальника Територіального управління ДСА України в Херсонській області; голів Херсонського та Миколаївського апеляційних судів, керівника Херсонської обласної прокуратури, голови Херсонської обласної військової адміністрації (16.05.2023, м. Київ).
Робоча зустріч з Головою та представниками НАЗК з метою обговорення питань щодо участі членів ВРП у процесі призначення рекомендованих Конкурсною комісією кандидатів на посаду члена ВККСУ за наявності конфлікту інтересів або обставин, що викликають сумнів у неупередженості (4.08.2023, м. Київ).
Робоча зустріч членів ВРП із начальником відділу Департаменту у справах виконання рішень Європейського суду з прав людини Павлом Пушкарем та менеджеркою проєкту Ради Європи Іриною Кушнір (1.09.2023, м. Львів).
Робоча зустріч з представниками ВАКС та ДСА України з метою обговорення питань щодо класифікації посад державної служби в органах судової влади (12.10.2023, м. Київ).
Робоча зустрічі з представниками Спеціалізованої антикорупційної прокуратури, Офісу Генерального прокурора, Великої Палати Верховного Суду / Касаційного кримінального суду у складі ВС, ВАКС, Київського апеляційного суду, КНУ ім. Тараса Шевченка для обговорення окремих аспектів надання ВРП згоди на затримання судді, утримання його під вартою чи арештом (15.03.2024, м. Київ).
Робоча зустріч з Уповноваженим у справах ЄСПЛ Маргаритою Сокоренко для обговорення питань щодо вжиття ВРП заходів загального та індивідуального характеру у світлі виконання Україною рішень ЄСПЛ (5.04.2024, м. Київ).
Робоча зустріч з представниками іноземних Посольств та міжнародних організацій для обговорення питань щодо проведення конкурсного відбору на вакантну посаду Голови ДСА України (1.07.2024, м. Київ).
Робоча зустріч з делегацією БДІПЛ ОБСЄ для обговорення актуального стану справ в судовій системі України та окреслення напрямів можливої співпраці (3.07.2024, м. Київ).
Онлайн консультації та експертне обговорення з делегацією Європейської Комісії «За демократію через право» (Венеційської комісії) (Mr Martin Kuijer , Ms Angelica Nussberger, Mr Tomas Langasek) спільно з Директоратом Ради Європи з прав людини та верховенства права (Директорат DGI) (Mr Duro Sessa) щодо оцінки проєкту Закону «Проєкт Закону про внесення змін до Закону України «Про судоустрій і статус суддів» та деяких законодавчих актів (CDL-REF(2025)033 проєкти законів 13137, 13137-1 та CDL-REF(2025)034 проєкт закону 13165) (25.07.2025, м. Київ, виступ із доповіддю) .

#### Онлайн зустрічі / заходи
Робоча онлайн зустріч із експертом Ради Європи доктором Лореною Бахмайєр Вінтер для обговорення її Звіту про деякі аспекти ролі рад правосуддя у дисциплінарних провадженнях щодо суддів та дотримання прав на справедливий суд  (27.02.2023).
Онлайн нарада з представниками Міністерства цифрової трансформації України з метою обговорення проблематики відкритих даних (27.02.2023).
Робоча онлайн зустріч з членами Конкурсної комісії з добору кандидатів на посади членів ВККСУ (13.03.2023).
Онлайн зустріч з представниками Європейського банку реконструкції та розвитку з метою обговорення Проєкту із створення онлайн судів для позовів невеликої вартості (31.03.2023).
Онлайн консультація з експертами Ради Європи для обговорення питань щодо розробки огляду функціонування органів суддівського врядування, системи суддівської освіти та оцінювання суддів (12.04.2023).
Круглий стіл у форматі відеоконференції, присвячений презентації Висновку № 25 (2022) Консультативної ради європейських суддів (КРЄС) про свободу вираження поглядів суддів (24.04.2023).
Онлайн лекція члена ВРП Бурлакова С.Ю. на тему «Притягнення російських високопосадовців до відповідальності за злочин агресії/військові злочини: можливі механізми та перспективи» для магістрів Центру дослідження Європи і Євразії Вайзера при Університеті Мічігану та Центру дипломатії Вайзера Школи публічної політики Дж. Форда (25.10.2023).
Робоча онлайн зустріч з представниками Ради Європи щодо виконання Україною рішень ЄСПЛ у групі справ "Олександр Волков проти України" (23.02.2024).
Онлайн захід Проєкту Ради Європи «Підтримка судової влади України в умовах війни та післявоєнного періоду» – Консультації щодо застосування Закону України № 679-IX« Про внесення змін до Закону України «Про судоустрій і статус суддів» щодо відрядження суддів та врегулювання інших питань забезпечення функціонування системи правосуддя в період відсутності повноважного складу Вищої кваліфікаційної комісії суддів України» в контексті оцінювання суддів (28.05.2024).
Онлайн зустріч із експертами Європейської комісії з питань ефективності правосуддя (CEPEJ) для обговорення питання щодо майбутньої співпраці стосовно розроблення та затвердження дієвих засобів судового адміністрування, нормативів кадрового, фінансового, матеріально-технічного та іншого забезпечення судів (1.07.2024).

#### Участь у робочих групах
Робоча група з питань оптимізації Господарського процесуального кодексу, Цивільного процесуального кодексу та Кодексу адміністративного судочинства України (онлайн засідання з метою продовження обговорення змін до законодавства щодо дистанційної участі суддів у розгляді справ в умовах воєнного стану (3.02.2023).
Постійна комісія Вищої ради правосуддя з питань Єдиної судової інформаційно-телекомунікаційної системи (ЄСІТС) (засідання – 17.03.2023, 30.03.2023, 18.09.2023, 25.09.2023, / робоча група Комісії з питань аудиту ЄСІТС (засідання – 29.06.2023).
Робоча група з розробки Єдиних показників для оцінки доброчесності та професійної етики судді (кандидата на посаду судді) , (засідання у змішаному форматі – 12.02.2024 (перше), 19.02.2024,22.02.2024, 29.02.2024, 18.03.2024, 15.04.2024, 10.05.2024, 17.05.2024, 22.05.2024,10.06.2024, 11.06.2024), , , , , , .
Робоча група з розроблення Стратегії діяльності Вищої ради правосуддя на 2023-2027 роки (засідання – 12.04.2024, 24.05.2024).
Робоча група для розроблення та впровадження нормативів кадрового, фінансового, матеріально-технічного та іншого забезпечення судів України разом з Європейською комісією з питань ефективності правосуддя Ради Європи (CEPEJ),  (онлайн зустрічі: 01.07.2024, 12.09.2024), , .

#### Конференції, форуми, семінари тощо
Міжнародна конференції до 5-річчя Верховного Суду «Імплементація верховенства права: роль Верховного Суду в сучасних умовах» в онлайн форматі. Захід організовано за підтримки проєкту Ради Європи «Підтримка судової влади України в забезпеченні кращого доступу до правосуддя» (20.01.2023).
Круглий стіл Національної поліції України «Створення ефективної системи забезпечення захисту учасників кримінального судочинства» з метою заходу – напрацювання новітньої методології захисту учасників кримінального судочинства, зокрема суддів (22.03.2023).
Презентація нового курсу Ради Європи HELP «Міжнародне гуманітарне право та права людини», організованого Верховним Судом спільно з Проєктом Ради Європи «HELP (Освіта в галузі прав людини для юристів ) для України, в тому числі під час війни» (15.04.2024, м. Київ).
Захід Вищої кваліфікаційної комісії суддів України, присвячений публічному обговоренню та консультаціям щодо проєкту Положення про порядок складання кваліфікаційного іспиту та методики оцінювання кандидатів, (7.06.2024).
Модерована дискусія «Цінності як орієнтир мислення» українського філософа, письменника Тараса Лютого за підтримки Проєкта ЄС «ПРАВО-JUSTICE» (29.07.2024).
Круглий стіл «Привабливість суддівської кар’єри: європейський та український виміри» – спільний захід ВРП та Проєкту ЄС «ПРАВО-JUSTICE»    (23.09.2024).
XII Міжнародний форум з практики ЄСПЛ «Імплементація Європейської конвенції з прав людини в Україні». Захід організовано ВС у співпраці з міжнародними партнерами: ОБСЄ, Рада Європи тощо   (29-30.10.2024). 
Форум з практики Європейського суду з прав людини «Імплементація Європейської конвенції з прав людини в Україні» (29–30.10.2024, м. Київ) 
Міжнародна конференція «Роль судової влади у подоланні викликів війни» (8–9.12.2023, м. Львів) 

#### Участь в онлайн засіданнях Комітетів Верховної Ради України
Комітет Верховної Ради України з питань правової політики (засідання – 14.03.2023, 11.04.2023 (стосовно роз’яснення щодо розміру нарахування та виплати суддівської винагороди та в цілому проєкту Закону України «Про внесення змін до деяких законів України щодо удосконалення правового регулювання питань, пов’язаних із здійсненням заходів правового режиму воєнного стану», реєстраційний № 8312), 19.04.2023 (щодо окремих положень законів України «Про судоустрій і статус суддів» та «Про Конституційний Суд України» в частині встановлення (обмеження) розміру нарахування та виплати суддівської винагороди, винагороди суддів Конституційного Суду України), 8.06.2023, 6.07.2023, 7.07.2023 (в рамках засідання робочої групи Комітету з питань добору суддів), 10.07.2023, 17.07.2023, 20.07.2023, 26.07.2023, 31.07.2023, 31.08.2023, 1.09.2023, 14.09.2023, 2.10.2023, 14.11.2023 (засідання Підкомітету з питань правосуддя Комітету), 23.11.2023 (законопроєкт 10140-д), 6.12.2023 (розгляд проєкту Закону про внесення змін до Закону України «Про судоустрій і статус суддів» та деяких законодавчих актів України щодо удосконалення процедур суддівської кар’єри № 10140-д (доручення ВРУ від 21 листопада 2023 року), 14.12.2023 (проєкт Закону про внесення змін до пункту 2 розділу ІІ «Прикінцеві та перехідні положення» Закону України «Про ліквідацію Окружного адміністративного суду міста Києва та утворення Київського міського окружного адміністративного суду» щодо забезпечення розгляду адміністративних справ реєстраційний № 10244), 8.01.2024, 2.02.2024, 27.05.2024 (обговорення проєкту Закону про внесення змін до Закону України «Про судоустрій і статус суддів»).
Засідання Комітету Верховної Ради України з питань правоохоронної діяльності (робоча нарада підкомітету з питань кримінального законодавства, воєнних злочинів та кримінологічної діяльності – 11.08.2023).
Засідання Комітету Верховної ради України з питань соціальної політики та захисту прав ветеранів (засідання – 7.09.2023, 19.09.2023).
Засідання Комітету Верховної Ради України з питань організації державної влади, місцевого самоврядування, регіонального розвитку та місто будування (засідання робочої групи Комітету з доопрацювання та підготовки законопроєкту № 8222 – 16.10.2023, 30.10.2023).

## Сім'я
Дружина — Алла Олександрівна Бурлакова
Виховує доньку і сина (2009 і 2015 р. н.)